# Kevin Crovetto
Kevin Florient Edmond Jean Crovetto (Monaco, 1992. június 10. –) monacói tornász.

## Élete
1998-ban kezdett el foglalkozni a tornával, 2004-től versenyszerűen. Első nemzetközi versenye 2009-ben volt, a tamperei nyári európai ifjúsági olimpiai fesztiválon. Nagyobb nemzetközi versenyen elért legjobb eredménye – a montpellieri férfi torna-Európa-bajnokság szerenkénti részeredmények összesítése alapján – egy 23. hely volt 2012-ből. Részt vett a 2014-es nanningi és a  2015-ös glasgow-i világbajnokságokon, ahol összetettben a 133., illetve a 181. helyen zárt.